# Bernadette Smith
Bernadette Smith és una política canadenca que va ser elegida membre de l'Assemblea Legislativa de Manitoba en una elecció parcial el 13 de juny de 2017. Representa el districte electoral de Point Douglas com a membre del New Democratic Party de Manitoba. El novembre de 2023, Smith va ser nomenada a la llista de les 100 dones de la BBC.

## Carrera
Ha estat professora a Maples Collegiate i subdirectora del programa WayFinders a la Seven Oaks School Division. És cofundadora de la Manitoba Coalition of Families of Missing and Murdered Women in Manitoba (CFMMWM) i de la Iniciativa Drag the Red.

## Política
Smith va ser l'única candidata que va presentar el seu nom per ser candidata del Nou Partit Demòcrata a Point Douglas a les eleccions parcials del 2017. Durant la campanya, l'opositor Partit Progressista Conservador va presentar una queixa a Elections Manitoba al·legant que Smith havia fet una campanya inadequada als col·legis electorals. Smith va guanyar l'escó amb el 44% dels vots.
Va ser reelegida a les eleccions provincials de 2019 i a les eleccions generals de Manitoba de 2023.
Smith ha advocat per algun tipus d'inversió governamental per tal de preservar la botiga de queviures i el centre d'art Neechi Commons.